# 八木豊信
八木 豊信（やぎ とよのぶ）は、戦国時代から安土桃山時代にかけての武将。但馬国の国人八木氏の当主。八木城主。
八木氏は守護の山名氏に属し、山名四天王の1人に数えられる家柄であったが、山名氏の衰退に伴い独立性を高めた。

## 略歴

### 山名家家臣時代・但馬の豪族
加冠時山名祐豊の偏諱を受け豊信を名乗ることを許される。
豊信の時代、中国地方の大半を支配する勢力となった毛利氏に属し、織田信長に味方した垣屋光成の田結庄是義攻めや、織田家臣の明智光秀の丹波国侵攻などを毛利家臣の吉川元春に報じ、毛利勢の出兵をたびたび促している。

### 豊臣家家臣時代
天正7年（1579年）頃には毛利氏の影響下から離れ、但馬国に侵攻してきた織田家臣の羽柴秀吉に属している。
因幡国侵攻戦に参加、天正8年（1580年）の第一次鳥取城攻防戦では、因幡若桜鬼ヶ城を任され、秀吉から因幡智頭郡2万石の領有を認められている。
しかし、天正9年（1581年）に山名豊国から吉川経家に鳥取城主が代わり、毛利氏の勢力が盛り返すと、若桜鬼ヶ城を守りきれずに消息不明となった。

## 島津家久右筆
その後、天正年間中に島津氏を頼り、島津家久の右筆として仕えた。島津氏の史料『本藩人物誌』には、日下部氏系八木氏の子孫である八木正信の嫡子とあるが、若桜鬼ヶ城時代と島津臣下時代で花押の一致が確認されている。
豊信の曾祖父八木宗頼は、室町時代の歌壇で活躍した有名な歌人であり、公家の一条兼良らとも親交を持っていた。豊信の詠んだ和歌も「都城八木家文書」に残されており、天正3年5月に島津家久が京都参加した連歌会には豊信の弟八木隠岐守が連座している。豊信自身も津田宗及の茶会に参加するなど公家や文化人との親交があり、そのような教養、交流の広さから家久に登用されたと見られる。家久が伊勢神宮参詣の旅の帰途に但馬・因幡を訪問して豊信と面識があったという。

## 参考資料
- 歴史群像編集部編『戦国時代人物事典』（学習研究社、2009年） ISBN 4054042902